# Synpalamides
Synpalamides es un género de lepidópteros de la familia  Castniidae. Fue descrito por Hübner en 1823.

## Especies
- Synpalamides chelone  (Hopffer, 1856)
- Synpalamides escalantei  (Miller, 1976)
- Synpalamides orestes  (Walker, 1854)
- Synpalamides phalaris  (Fabricius, 1793)
- Synpalamides rubrophalaris  (Houlbert, 1917)